# Erotikon
Erotikon är en svensk stumfilm från 1920 i regi av Mauritz Stiller. I huvudrollerna ses Tora Teje, Anders de Wahl, Lars Hanson och Karin Molander

## Handling
Filmen handlar om en professor i entomologi som outtröttligt arbetar inom sitt fält tillsammans med sin nièce samtidigt som hans försummade fru söker uppmärksamhet och uppskattning från annat håll.

## Om filmen
Denna film spelades in i juni–juli som andra film i SF:s nya ateljéer, Filmstaden i Råsunda. Erotikon premiärvisades den 8 november 1920 på Röda Kvarn i Stockholm, vid premiären framfördes musik till balettscenerna komponerad av Kurt Atterberg. Ledmotiv i filmen var Jeg elsker dig av Grieg. Som förlaga har man Ferenc Herczegs pjäs Riddaren av i går från 1917. Som dansare medverkade Martin Oscàr samt Carina Ari som även svarade för koreografin.
Teaterscenen i filmen är inspelad på Kungliga Operan i Stockholm.
Filmen blev en internationell succé.

## Rollista i urval
- Anders de Wahl – Leo Charpentier, professor i entomologi
- Tora Teje – Irene, hans hustru
- Karin Molander – Marthe, professorns nièce
- Lars Hanson – Preben Wells, bildhuggare
- Vilhelm Bryde – baron Felix
- Bell Hedqvist – baronens väninna
- Torsten Hammarén – Sidonius, professor
- Elin Lagergren – Irenes mor
- Wilhelm Berndtson – Jean, betjänt
- Carl Wallin – pälshandlare
- Stina Berg – trotjänarinna
- John Lindlöf – Prebens vän
- Greta Lindgren – Prebens modell
- Gucken Cederborg – köksa

### Dansare i balettföreställningen på Operan
- Carina Ari – Schaname
- Martin Oscàr – Schahen

### I publiken på Operan
- Arthur Natorp
- Gull Natorp

## DVD
Filmen finns utgiven på DVD.